# Astro
Astro (кор. 아스트로, стилизуется как ASTRO, читается как Астро) — южнокорейский бой-бенд, сформированный в 2016 году компанией Fantagio Entertainment. 23 февраля 2016 года группа выпустила дебютный мини-альбом Spring Up.
Группа состоит из четырёх участников: Мджей, Джинджин, Ча ЫнУ и Юн Санха. Первоначально группа состояла из шести человек: Роки покинул группу в феврале 2023 года, Мунбин скончался 19 апреля 2023 года.

## Название
ASTRO переводится как «Звезда» (с испанского), и это название содержит желание участников группы стать восходящими звездами, которые будут получать любовь от своих фанатов.

## Карьера

### 2015—2016: Пре-дебют
14 августа 2015 года компания Fantagio объявила о формировании новой группы, представила информацию об участниках и название группы. В августе группа была представлена через веб-дораму «Продолжение следует». Участники группы играли самих себя. В дораме также снялись Ким Сэрон, участник 5urprise Со Канджун and HELLOVENUS. В январе 2016 Astro снялись в собственном реалити-шоу «Astro OK! Ready».
Astro провели пре-дебютный тур «Meet U Project». В рамках данного тура группа объездила всю страну и провела двадцать концертов и два фанмитинга.

### 2016:Spring Up,Summer VibesиAutumn Storyи название фан-клуба
23 февраля 2016 года Astro выпустили дебютный мини-альбом Spring Up и клип на заглавную песню «Hide & Seek». Также было объявлено официальное название фандома группы: AROHA, которое расшифровывается следующим образом: ASTRO Hearts All Fans (АSTRO любит всех своих фанатов). Aroha также означает «любовь» на языке Маори. В течение недели после релиза «Spring Up» поднялся до 6 позиции в Мировой альбомный чарт Billboard в США и до #4 в Gaon Music Chart. 25 февраля группа выпустила клип на песню «Cat's Eye», содержащий кадры из веб-дорамы «Продолжение следует». В марте Astro стали единственными корейскими исполнителями, приглашенными на церемонию LeTV Entertainment Awards в Китае.
1 июля был выпущен второй мини-альбом Summer Vibes, вместе с клипом на заглавную песню «Breathless». Альбом занял 6 позицию мирового альбомного чарта Billboard, высшая позиция для к-поп альбома на той неделе, а «Breathless» занял 21 позицию в мировом цифровом песенном чарте Billboard.
31 июля Astro выступили в Стэйплс-центре в Лос-Анджелесе в рамках KCON 2016. Группа провела свой первый сольный концерт всего 6 месяцев спустя после дебюта, 27 и 28 августа в арт-центре KEPCO в Сеуле. В октябре и ноябре прошли первые азиатские шоукейсы группы в Японии и Индонезии.

### 2017:Winter Dream,Dream Part.01, The 1st ASTROAD иDream Part.02
22 февраля 2017 года был выпущен сингл-альбом Winter Dream, завершающий серию «сезонных альбомов» Astro. Группа не выступала с этим альбомом на музыкальных шоу. Альбом был посвящен фанатам и был выпущен за день до первой годовщины Astro и за четыре дня до их фанмитинга «The 1st Astro Aroha Festival».
29 мая был выпущен четвёртый мини-альбом Dream Part.01 и клип на заглавную песню «Baby». Вместе с релизом альбома компания Fantagio объявила о первом туре группы «ASTROAD». Первые концерты в рамках тура прошли 15 и 16 июля в Олимпийском парке Сеула.
1 ноября был выпущен пятый мини-альбом Dream Part.02 и клип на «니가 불어와 (Crazy Sexy Cool)».

### 2018—2019:Rise Up,All Light,VenusиBlue Flame
В течение февраля и марта 2018 года Astro проводили мировой фанмитинг для поклонников, посетив города таких стран, как США, Канада, Южная Корея, Япония и Таиланд.
24 июля Astro выпустили Rise Up с заглавным треком «Always You». У альбома не было промоушена на музыкальных программах из-за внутренних проблем в лейбле Fantagio. Несмотря на то, что они не могли продвигаться в своей стране, группа гастролировала в таких городах, как Нагоя, Осака и Токио, в рамках тура «ASTROAD II in Japan» в течение августа.
16 января 2019 года они выпустили свой первый полноформатный альбом All Light. Для дальнейшего продвижения своего первого полноформатного альбома группа анонсировала «The 2 ASTROAD Tour», в который войдут города по всей Азии и Северной Америке.
29 января Astro наконец-то получили свою первую награду на музыкальном шоу, исполнив «All Night» на музыкальной программе The Show.
3 апреля Astro выпустили свой дебютный японский мини-альбом Venus. У него три оригинальных японских трека, а также три японских версий их корейских синглов «Baby», «Always You» и «All Night». Альбом дебютировал под номером 2 в ежедневном чарте альбомов крупнейшего музыкального сайта Японии Oricon.
12 ноября Fantagio Music объявили, что Мунбин взял перерыв от групповой деятельности, из-за проблем со здоровьем.
20 ноября Astro выпустили свой шестой мини-альбом Blue Flame.

### 2020: «ONE&ONLY»,Gateway, «No, I Don't» и первый саб-юнит
13 марта 2020 года Astro выпустили специальный сингл «One&Only» к их 4-й годовщине.
4 мая Astro выпустили свой седьмой мини-альбом Gateway, с заглавной песней «Knock». 13 мая они получили награду на Show Champion за песню «Knock», что стало второй победой группы. 28 июня Astro провели онлайн-концерт «Ontact» concert '2020 ASTRO Live on WWW.'. 28 июня Astro выпустили цифровой сингл «No, I Don't», и они впервые исполнили его на «2020 ASTRO Live on WWW».
14 августа Fantagio подтвердили, что Мунбин и Санха сформируют первый саб-юнит Astro, и запись первого альбома группы уже завершена. 14 сентября саб-юнит Astro выпустили свой первый мини-альбом под названием Bad Idea. Они получили награду на The Show, отметив свою первую награду как саб-юнит и третью победу как Astro.
31 декабря Astro выпустили специальный цифровой сингл «We Still (Be With U)» в качестве специального подарка своим поклонникам. «We Still (Be With U)» - это новая аранжировка «We Still» из Gateway, соответствующая зимней атмосфере, содержит более теплое и эмоциональное звучание чувство.

### 2021:All Yours,Switch Onи первое соло
5 апреля 2021 года Astro выпустили свой второй полноформатный альбом All Yours и его заглавный трек «One». 13 апреля они получили свою первую победу за «One» на The Show, отметив свою четвертую победу в качестве полной группы. 14 апреля группа выиграла свой второй трофей на музыкальном шоу Show Champion. 15 апреля они одержали свою окончательную победу на M Countdown, что стало их первой победой на музыкальном шоу, а также их шестой победой в целом. 10 июня All Yours получил платиновый сертификат от Gaon, и стал первым альбомом Astro, получившим сертификат.
2 августа Astro выпустили свой восьмой мини-альбом Switch On с заглавным треком  «After Midnight». 10 августа они получили свою первую победу за «After Midnight» на The Show. 11 августа группа получила свой второй трофей на Show Champion. 13 августа Astro выиграли свой третий трофей на Music Bank, что стало их первой победой на данном музыкальном шоу и первой победой на национальной трансляции. 14 августа Astro одержали свою последнюю победу с песней «After Midnight» на Show! Music Core, что стало их первой победой на данном музыкальном шоу. 7 октября Switch On получил платиновый сертификат от Gaon, и это их второй альбом, ставший платиновым.
2 сентября Astro выпустили промо-сингл «ALIVE» для мобильного приложения Universe.
14 октября Fantagio подтвердили, что участник Mджей дебютирует соло с синглом в ноябре. Песня была выпущена в цифровом формате и спродюсирована трот-исполнителем Ён Таком. В песне также приняла участие Ким Тэ Ён — юная певица, которая была участницей Miss Trot 2. Mджей - первый участник Astro, который продвигается как сольный исполнитель. 29 ноября он взял награду на шоу SBS The Trot Show и стал первым k-pop айдолом в истории, занявшим первое место на The Trot Show.

### 2022: Второй саб-юнит иDrive to the Starry Road

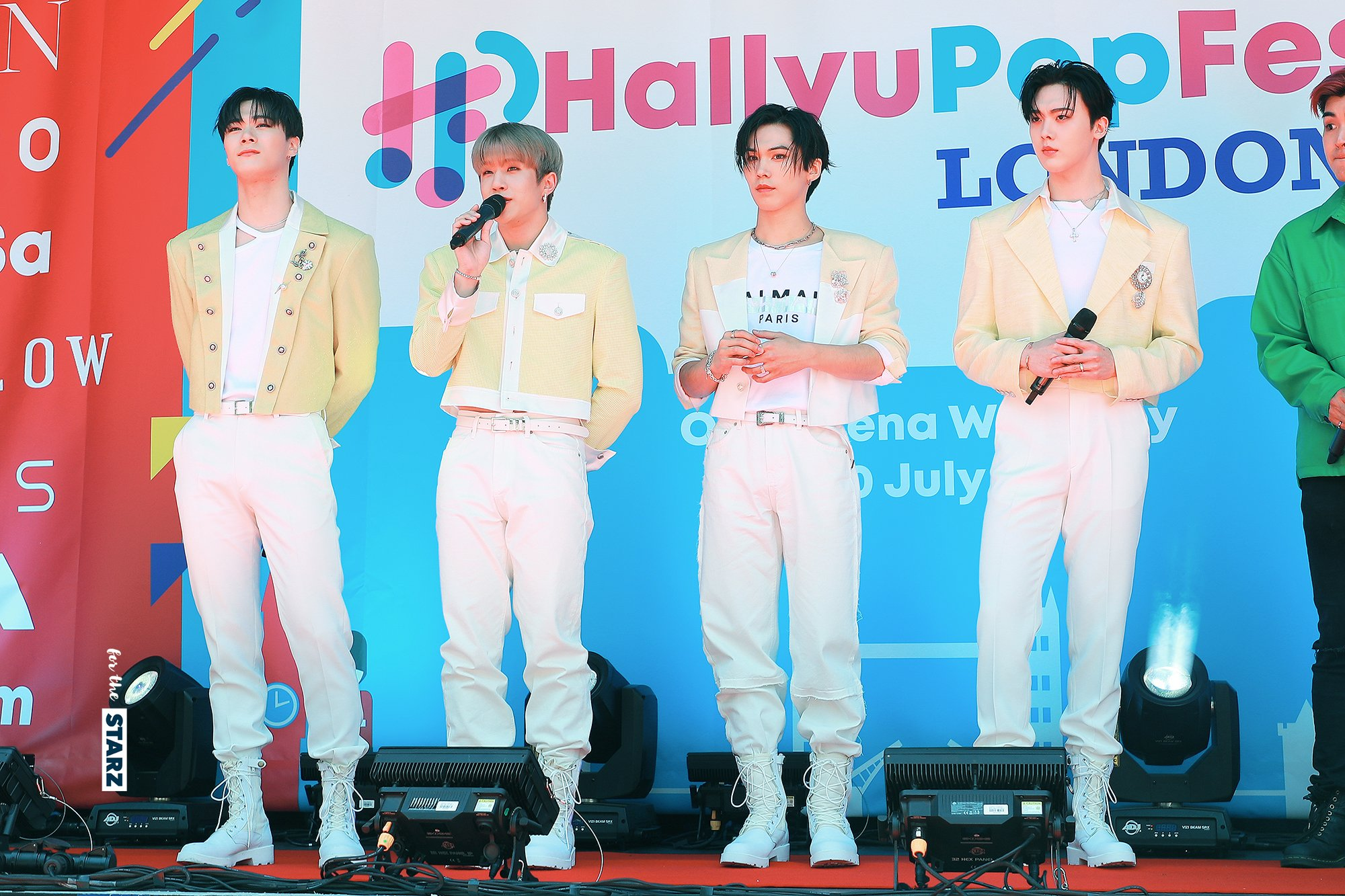
Группа на фестивале HallyuPopFest 2022 в Лондоне.

27 декабря 2021 года Fantagio подтвердили, что участники Джинджин и Роки сформируют второй саб-юнит ASTRO под названием Jinjin & Rocky. Они дебютировали 17 января с мини-альбомом Restore, который они сами спродюсировали.
22 февраля 2022 года Fantagio объявили, что Astro проведут ежегодную встречу с фанатами, чтобы отметить годовщину своего дебюта. Фанмитинг к их 6-летию Gate 6 была проведен как онлайн, так и оффлайн. Он стал первой фан-встречей группы с живой аудиторией с 2019 года, до пандемии COVID-19. Во время встречи с фанатами Mджей объявил, что 9 мая он поступит на обязательную военную службу. Таким образом, он стал первым участником ASTRO, зачисленным в армию. Он вошел в состав в военного оркестра.
16 мая Astro выпустили свой третий полноформатный альбом Drive to the Starry Road с заглавным треком Candy Sugar Pop. В альбом также вошли сольные песни в исполнении всех шести участников. 24 мая они получили свою первую награду с «Candy Sugar Pop» на The Show. 25 мая группа получила свой второй трофей на Show Champion. 26 мая ASTRO взяли свой третий трофей на музыкальному шоу M Countdown. 27 мая они получили свой четвертый трофей на Music Bank, что стало их первой победой без участия на музыкальном шоу. 28 и 29 мая Astro провели свой третий сольный концерт — The 3rd ASTROAD to Seoul [STARGAZER] на стадионе Джамсиль в Сеуле. 31 мая было объявлено, что билеты на их сольный концерт в Японии — The 3rd ASTROAD to Japan [STARGAZER], который состоялся 3 и 4 июня, были распроданы вскоре после поступления в продажу.
21 июля ASTRO выпустили промо-сингл «U&Iverse» через Universe Music для мобильного приложения Universe. «U&Iverse» дебютировала на 96 строчке в чарте скачиваний.
30 ноября Astro выпустили японский сингл «Ichiban sukina hito ni sayonara wo iou» (1番好き人人にサヨナイを言おう). Музыкальное видео с участием участника группы Ча Ыну и японской актрисы и модели Айри Мацуи было полностью снято в Японии. Кроме того, для выпуска компакт-диска была записана сольная версия в исполнении Ча Ыну.

### 2023: Уход Роки, дальнейшая деятельность группы и смерть Мунбина
30 декабря Fantagio опубликовали официальное заявление, в котором сообщалось, что Джинджин, Ча Ыну, Мунбин и Санха решили продлить свои контракты, в то время как Роки все еще обсуждается, а контракт с MJ будет обсуждаться после его увольнения из армии. 28 февраля 2023 года было объявлено, что Роки в конечном счете решил покинуть агентство и группу.
19 апреля Yonhap News сообщило, что Мунбин скончался, после того, как его менеджер нашел его мертвым в своем доме днем ранее.

## Участники

### Текущий состав
| Сценический псевдоним | Сценический псевдоним | Настоящее имя | Настоящее имя | Дата рождения | Позиция в группе                     |
| Основной              | Другой                | На русском    | Хангыль       | Дата рождения | Позиция в группе                     |
| --------------------- | --------------------- | ------------- | ------------- | ------------- | ------------------------------------ |
| ДжинДжин              | JinJin                | Пак Джин У    | 박진우        | 15.03.1996    | Лидер, главный рэпер, ведущий танцор |
| Мджей                 | MJ                    | Ким Мён Джун  | 김명준        | 05.03.1994    | Главный вокалист                     |
| Ча Ын У               | Cha Eun Woo           | Ли Дон Мин    | 이동민        | 30.03.1997    | Лицо группы, вокалист, вижуал        |
| Юн Санха              | Yoon Sanha            | Юн Сан Ха     | 윤산하        | 21.03.2000    | Вокалист, макнэ                      |

#### Бывшие участники
| Сценический псевдоним | Сценический псевдоним | Настоящее имя | Настоящее имя | Дата рождения | Позиция в группе                        |
| Основной              | Другой                | На русском    | Хангыль       | Дата рождения | Позиция в группе                        |
| --------------------- | --------------------- | ------------- | ------------- | ------------- | --------------------------------------- |
| Мунбин                | MoonBin               | МунБин        | 문빈          | 26.01.1998    | Центр, ведущий вокалист, главный танцор |
| Роки                  | Rocky                 | Пак Мин Хёк   | 박민혁        | 25.02.1999    | Главный танцор, ведущий рэпер           |

## Дискография
| - Spring Up (2016) - Summer Vibes (2016) - Autumn Story (2016) - Dream Part.01 (2017) - Dream Part.02 (2017) - Rise Up (2018) - Blue Flame (2019) - Gateway (2020) - Switch On (2021) | Японские альбомы Мини-альбомы Venus (2019) |  |

## Фильмография

### Телевизионные сериалы
| Год  | Название              | Роль              | Заметки    |
| ---- | --------------------- | ----------------- | ---------- |
| 2015 | «Продолжение следует» | В роли самих себя | Веб-дорама |
| 2017 | «Тетрадь мести»       | В роли самих себя | Веб-дорама |
| 2019 | «Блюдо для души»      | В роли самих себя | Веб-дорама |

### Реалити-шоу
| Год  | Канал                  | Название   | Источник |
| ---- | ---------------------- | ---------- | -------- |
| 2016 | Astro OK! Ready        | MBC Every1 | [ 69 ]   |
| 2016 | Astro Project          | MBC Music  | [ 70 ]   |
| 2020 | Thousand Days of ASTRO | Seezn      |          |

## Награды и номинации
| Церемония                           | Год  | Категория                                     | Номинант      | Результат | Источник |
| ----------------------------------- | ---- | --------------------------------------------- | ------------- | --------- | -------- |
| Asia Artist Awards                  | 2016 | Самый популярный исполнитель (Певец)          | Astro         | Номинация | [ 71 ]   |
| Asia Artist Awards                  | 2017 | Новая волна                                   | Astro         | Победа    |          |
| Asia Artist Awards                  | 2017 | Награда за популярность                       | Astro         | Победа    |          |
| Asia Artist Awards                  | 2020 | Награда за популярность среди мужчин-айдолов  | Astro         | Номинация |          |
| Asia Artist Awards                  | 2021 | Награда за популярность среди мужчин-айдолов  | Astro         | Номинация | [ 72 ]   |
| Asia Artist Awards                  | 2021 | Лучший музыкант                               | Astro         | Победа    | [ 73 ]   |
| Dahsyatnya Awards                   | 2017 | Выдающаяся приглашенная звезда                | Astro         | Победа    | [ 74 ]   |
| The Fact Music Awards               | 2021 | Артист года (Бонсан)                          | Astro         | Победа    | [ 75 ]   |
| Gaon Chart Music Awards             | 2017 | Новый артист года                             | Astro         | Номинация |          |
| Gaon Chart Music Awards             | 2020 | Альбом года - 1-й квартал                     | All Light     | Номинация |          |
| Golden Disc Awards                  | 2017 | Лучший новый исполнитель                      | Astro         | Номинация |          |
| Golden Disc Awards                  | 2017 | Награда за популярность                       | Astro         | Номинация |          |
| Golden Disc Awards                  | 2018 | Диск Бонсан                                   | Dream Part.01 | Номинация | [ 76 ]   |
| Golden Disc Awards                  | 2018 | Награда за мировую популярность               | Astro         | Номинация | [ 77 ]   |
| Golden Disc Awards                  | 2020 | Диск Бонсан                                   | All Light     | Номинация |          |
| Golden Disc Awards                  | 2020 | Самый популярный исполнитель                  | Astro         | Номинация |          |
| Golden Disc Awards                  | 2020 | Лучшее мужское выступление                    | Astro         | Победа    | [ 78 ]   |
| Golden Disc Awards                  | 2022 | Диск Бонсан                                   | All Yours     | Номинация | [ 79 ]   |
| Golden Disc Awards                  | 2022 | Seezn Самый популярный исполнитель            | Astro         | Номинация | [ 79 ]   |
| Hanteo Music Awards                 | 2021 | Премия исполнителя - мужская группа           | Astro         | Номинация | [ 80 ]   |
| Korean Culture Entertainment Awards | 2016 | Вокалист k-pop                                | Astro         | Победа    |          |
| Korean Culture Entertainment Awards | 2017 | Вокалист k-pop                                | Astro         | Победа    |          |
| Korean Culture Entertainment Awards | 2020 | K-pop исполнитель                             | Astro         | Победа    | [ 81 ]   |
| Melon Music Awards                  | 2016 | Лучший новый исполнитель                      | Astro         | Номинация |          |
| Mnet Asian Music Awards             | 2016 | Лучший новый мужской исполнитель              | Astro         | Номинация |          |
| Mnet Asian Music Awards             | 2016 | HotelsCombined Исполнитель года               | Astro         | Номинация |          |
| Mnet Asian Music Awards             | 2021 | Топ 10 Выбор мировых фанатов                  | Astro         | Номинация | [ 82 ]   |
| MTV Europe Music Award              | 2020 | Лучший корейский исполнитель                  | Astro         | Номинация |          |
| Seoul Music Awards                  | 2017 | Лучший новый исполнитель                      | Astro         | Номинация |          |
| Seoul Music Awards                  | 2017 | Бонсан                                        | Astro         | Номинация |          |
| Seoul Music Awards                  | 2017 | Награда за популярность                       | Astro         | Номинация |          |
| Seoul Music Awards                  | 2017 | Специальная награда Халлю                     | Astro         | Победа    |          |
| Seoul Music Awards                  | 2020 | QQ Music Самый популярный k-pop исполнитель   | Astro         | Номинация | [ 83 ]   |
| Seoul Music Awards                  | 2021 | Корейская волна популярность                  | Astro         | Номинация | [ 84 ]   |
| Seoul Music Awards                  | 2021 | Главная награда (Бонсан)                      | Astro         | Номинация | [ 84 ]   |
| Seoul Music Awards                  | 2022 | Главная награда (Бонсан)                      | Astro         | Номинация | [ 85 ]   |
| Seoul Music Awards                  | 2022 | Награда за популярность                       | Astro         | Номинация | [ 85 ]   |
| Seoul Music Awards                  | 2022 | Корейская волна популярность                  | Astro         | Номинация | [ 85 ]   |
| Seoul Music Awards                  | 2022 | U+Idol Live Лучший исполнитель                | Astro         | Номинация | [ 86 ]   |
| Soribada Best K-Music Awards        | 2019 | Мировой горячий тренд                         | Astro         | Победа    | [ 87 ]   |
| Soribada Best K-Music Awards        | 2020 | Бонсан                                        | Astro         | Победа    | [ 88 ]   |
| Soribada Best K-Music Awards        | 2020 | Мировой исполнитель                           | Astro         | Победа    | [ 88 ]   |
| Soribada Best K-Music Awards        | 2020 | Награда за популярность среди мужских айдолов | Astro         | Номинация | [ 88 ]   |
| Ten Asia Global Top Ten             | 2019 | Лучший исполнитель - Филиппины                | Astro         | Победа    | [ 89 ]   |
| Ten Asia Global Top Ten             | 2020 | Лучший исполнитель - Мексика                  | Astro         | Победа    | [ 90 ]   |

## Победы на музыкальных шоу

### The Show
| Год  | Дата       | Песня             |
| ---- | ---------- | ----------------- |
| 2019 | 29 января  | «All Night»       |
| 2021 | 13 апреля  | «ONE»             |
| 2021 | 10 августа | «After Midnight»  |
| 2022 | 24 мая     | «Candy Sugar Pop» |

### Show Champion
| Год  | Дата       | Песня             |
| ---- | ---------- | ----------------- |
| 2020 | 13 мая     | «Knock»           |
| 2021 | 14 апреля  | «ONE»             |
| 2021 | 11 августа | «After Midnight»  |
| 2022 | 25 мая     | «Candy Sugar Pop» |

### M Countdown
| Год  | Дата      | Песня             |
| ---- | --------- | ----------------- |
| 2021 | 15 апреля | «ONE»             |
| 2022 | 26 мая    | «Candy Sugar Pop» |

### Music Bank
| Год  | Дата      | Песня             |
| ---- | --------- | ----------------- |
| 2021 | 16 апреля | «ONE»             |
| 2022 | 27 мая    | «Candy Sugar Pop» |

### Show! Music Core
| Год  | Дата       | Песня            |
| ---- | ---------- | ---------------- |
| 2021 | 14 августа | «After Midnight» |

## Концерты и гастроли

### Туры по Азии
- The 1st Astroad to Seoul (2017)[91]
- The 2nd Astroad to Seoul 'STAR LIGHT' (2018)[92]
- The 3rd Astroad 'STARGAZER' (2022)[93]

### Мировые туры
- The 2nd Astroad 'STAR LIGHT' (2019)[94][95]

### Онлайн-концерты
- Astro Live on WWW (2020)[96]